# Cefatrizina
Cefatrizina es un antibiótico cefalosporínico de amplio espectro.